# Tadashi Kuriki
Tadashi Kuriki (General Salgado, São Paulo, 11 de junho de 1940) é um advogado, empresário, radialista e político brasileiro.

## Carreira política
Filho de Wataru Kuriki e Chioko Kuriki, formou-se em Direito pela Faculdade de Presidente Prudente, em 1967. Iniciou a carreira política em 1982, quando foi eleito vereador em São Paulo, pelo PTB. Quatro anos depois, em 1986, é eleito deputado estadual com 30.564 votos. Durante sua passagem pela Assembleia Legislativa, integrou as comissões de Finanças e Orçamento, Ordem Econômica e Social e Sistematização.
Nas eleições de 1990, novamente sob a legenda do PTB, Kuriki é eleito deputado federal com 57.610 votos e posteriormente filia-se ao PRN. Em setembro de 1992, consegue a liberação de verbas do Ministério da Educação e Cultura para reforma e construção de escolas e quadras de esporte em 31 municípios da região de Presidente Prudente, seu principal reduto eleitoral. No mesmo mês, agora no PPR, votou favoravelmente ao impeachment do presidente Fernando Collor de Mello. Em 1994, não consegue a reeleição.
Sem disputar cargo algum em 1996, tenta voltar para a ALSP em 1998, pelo PPB, mas não teve sucesso.